# أشكبوس دانه‌کار
أشكبوس دانه‌کار (21 مارس 1946 - 22 فبراير 2000) أحد قادة العمليات البحرية الإيرانية في الحرب الإيرانية العراقية وأحد المصممين الرئيسيين للمعارك البحرية الإيرانية في الخليج العربي أثناء الحرب.  حصل على درجة البكالوريوس في العلوم البحرية والبحوث التطبيقية من الكلية البحرية الملكية لبريطانيا (دارتموث) في عام 1969 ودرجة الماجستير في العلوم في الدراسات الدفاعية والاستراتيجية من كلية أركان خدمات الدفاع ويلينجتون، جامعة مدراس، الهند، في عام 1984.  خدم كقائد في البحرية الملكية الإيرانية في العملية العسكرية للجيش الملكي الإيراني في ظفار (سلطنة عمان) في عام 1975، ثم خدم حتى عام 1998 في البحرية للجمهورية الإسلامية الإيرانية كقائد وأدميرال، نائب رئيس عمليات القوة، وبعد ذلك نائب منسقها.   وكان أيضًا أحد أساتذة الاستراتيجية العسكرية والحرب النفسية في جامعة نوشهر البحرية ومحاضرًا في العقيدة العسكرية والدراسات الاستراتيجية في معهد العلاقات الدولية بوزارة الخارجية الإيرانية.  

## أولى سنوات حياته وتعليمه
ولد أشكبوس دانه کار في 21 مارس 1946 في حي جواديا بطهران . والده أسد الله ولد عام 1896 في قرية إسماعيل آباد، جنوب غرب طهران ، ووالدته باري ولدت عام 1916 من عائلة أذربيجانية في زنجان.  والده، بعد هجرته إلى طهران ، أصبح موظفًا إداريًا في السكك الحديدية الإيرانية.  نشأ أشكبوس في السكن الرسمي لموظفي السكك الحديدية في شارع شوش (حي خونياباد) وأكمل تعليمه الابتدائي والثانوي.  في عام 1964، وبعد حصوله على دبلوم في الرياضيات، تم قبوله في كلية الضباط، وفي عام 1965 تم إرساله في منحة دراسية إلى الأكاديمية العسكرية الملكية ساند هيرست في بريطانيا. حصل على درجة البكالوريوس في العلوم البحرية من الكلية البحرية الملكية لبريطانيا (دارتموث) في عام 1969. خدم في البحرية من عام 1969 إلى عام 1998 وفي وزارة الدفاع الإيرانية في عام 1999.  خدم كجندي حفظ سلام تابع للأمم المتحدة في سايجون (فيتنام) في عامي 1973 و1974، وكضابط بحري في عملية ظفار (سلطنة عمان) في عام 1975. درس في جامعة مدراس، الهند عام 1983 هـ وعاد عام 1984 م حاملاً درجة الماجستير. 

## حرب إيران والعراق
خلال الحرب العراقية الإيرانية، كان نائباً لرئيس العمليات البحرية حتى عام 1988، وكان أحد مهندسي عملية اللؤلؤة (1980) ومشاركاً في معارك تحرير عبادان وخرمشهر (1982).  في سبتمبر 1982 كان قائداً للسفينتين الحربيتين "سام" و"زول" وشارك في المعركة البحرية مع البحرية العراقية في خور موسى والتي أطلق فيها العراق 8 صواريخ مضادة للسفن.  وقد وصف الكاتب النمساوي توم كوبر هذه العمليات أيضًا في كتابه.  وفي عام 1986م كان أحد قادة عملية الفجر الثامنة التي أدت إلى الاستيلاء على شبه جزيرة الفاو وقطع منفذ العراق إلى البحر.  

## بعد الحرب
من عام 1989 إلى عام 1998 ، كان نائب منسق البحرية ، وفي عام 1999 ، كبير مستشاري وزير الدفاع. درّست في جامعة نيفشهير البحرية ومعهد العلاقات الدولية. شارك في تطوير مشروع استراتيجي جديد للبحرية ، والذي استمر حتى عام 1999 ، ويعرف باسم مهندس العقيدة البحرية الإيرانية الجديدة. وفقا لبعض الباحثين ، كان مهندس العقيدة البحرية الإيرانية في عام 1990.
 لعب دورا مهما في تحديد الحدود البحرية لإيران وباكستان في عام 1990. كما قام بدور نشط في مجموعة الإنقاذ خلال الزلزال الذي وقع في رودبار ومانجيلي في عام 1990 ، ووفقا للمؤرخ الإيراني خسرو معتضد، اقترح خطة شاملة للاستجابة للزلازل ، والتي ، للأسف ، لم يتم تنفيذها. كما شغل منصب نائب منسق المقر البحري لحوتام الأنبية والمتحدث باسم القيادة العملياتية للقوات في التدريبات العسكرية النصر 7 (1996) والنصر 8 (1997).

توفي في 22 فبراير 2000 عن عمر يناهز 53 عامًا. تم تكريمه لخدماته في المؤتمر الوطني الأول لعلوم المحيطات في إيران (2012).

## مؤلفات
كتب دانه‌کار العديد من المقالات في المجلات الإيرانية في مجالات العلوم البحرية، وعلم المحيطات، والعقيدة الجديدة للقوة البحرية، والحرب الحديثة.    وقد نشر عدة كتب منها كتاب "العمليات والتكتيكات البحرية" وكتاب "الحرب النفسية" من تأليف جامعة نوشهر البحرية. 